# Matchedje Maputo
Der Clube Desportivo Matchedje de Maputo, oder einfach Matchedje, ist ein mosambikanischer Fußballverein aus Maputo, der derzeit (Stand 25. April 2024) in der zweiten Liga spielt.

## Geschichte
Der Verein wurde 1979 in Matola, Maputo, gegründet. 1987 gewann Matchedje erstmals die Mosambikanische Meisterschaft, was ihnen die Qualifikation für den Afrikanischen Pokal der Landesmeister 1988 einbrachte. Sie besiegten Vereine wie Jos Nosy-Bé aus Madagaskar und Sunrise Flacq United aus Mauritius und erreichten das Viertelfinale. Obwohl Matchedje das Hinspiel mit 1:0 gewann, verloren sie das Rückspiel gegen den ägyptischen Fußballverein al-Ahly mit 0:2 und schieden aus. 1990 holte der Verein erneut die Moçambola und qualifizierte sich erneut international. Beim Vorgänger der CAF Champions League scheiterte Matchedje in der ersten Runde gegen Pamba SC aus Tansania. Im gleichen Jahr gewann der Verein das Pokalfinale gegen CD Maxaquene mit 3:1 und damit erstmals die Taça de Moçambique. In der Saison 1999/2000 erreichte Matchedje de Maputo ebenfalls das Finale des mosambikanischen Pokals, scheiterte jedoch an CD Costa do Sol mit 1:0. Trotz der Niederlage im Finale qualifizierte sich der Verein für den African Cup Winners Cup und hätte gegen den äthiopischen Fußballverein Coffee FC spielen sollen. Da die Mosambikaner jedoch nicht antraten, schieden sie aus. 2023 belegte der Meister von 1987 und 1990 in der Moçambola den letzten Platz und stieg nach 22 Spieltagen ab.

## Stadion
Der Verein trägt seine Heimspiele im Estádio da Machava in Matola aus, das eine maximale Kapazität von 35.000 Personen hat.

## Erfolge
- Mosambikanischer Meister: 1987, 1990
- Mosambikanischer Pokalsieger: 1990
- Mosambikanischer Pokalfinalist: 2000
- Mosambikanischer Zweitligameister: 1984, 2008, 2012[4], 2022
- Maputo Cidade Cup (4): 1984,  2012, 2015, 2022[5]

## Bekannte Persönlichkeiten
Maria Muchavo und Edmilsa Governo sind zwei Leichtathletinnen, die im Sportverein des Matchedje de Maputo aktiv sind.